# زاك سكوت
زاك سكوت (بالإنجليزية: Zach Scott)‏ (2 يوليو 1980 في الولايات المتحدة - ) هو لاعب كرة قدم أمريكي في مركز الدفاع. لعب مع سياتل ساوندرز وSeattle Sounders (1994–2008) ‏ وCleveland Crunch ‏.

## وصلات خارجية
- زاك سكوت على موقع الدوري الأمريكي (الإنجليزية)
- زاك سكوت على موقع قاعدة بيانات كرة القدم.إي يو (الإنجليزية)
- زاك سكوت على موقع عالم كرة القدم.نت (الإنجليزية)
- زاك سكوت على موقع AS.com (الإسبانية)